# Arlette van Weersel
Arlette van Weersel (* 21. Oktober 1984 in Etten-Leur) ist eine niederländische Schachspielerin.

## Leben
Das Schachspielen lernte sie von ihrem Vater. Auch ihre beiden Schwestern und ihr Bruder spielen Schach. Arlette van Weersel studierte Sport und Wirtschaft an der Johan Cruyff University in Amsterdam und im Anschluss Sport-Management an der London-Metropolitan-Universität.

## Erfolge
Ihren ersten großen Erfolg hatte sie, als sie als Dreizehnjährige die niederländische U14-Meisterschaft der weiblichen Jugend gewann. In den folgenden Jahren gewann sie mehrere niederländische Jugendmeisterschaften verschiedener Altersklassen.
Ein bemerkenswerter Sieg war ihr im Jahr 2000 gelungen, als sie beim HZ Open in Vlissingen den niederländischen Internationalen Meister und ehemaligen Landesmeister Frans Kuijpers in nur zehn Zügen matt setzte: 1. e2–e4 e7–e6 2. c2–c4 d7–d5 3. c4xd5 e6xd5 4. Dd1–a4+ Lc8–d7 5. Da4–b3 d5–d4 6. Lf1–c4 Dd8–e7 7. Db3xb7 Ld7–c6 8. Db7–c8+ De7–d8 9. Lc4xf7+ Ke8–e7 10. Dc8–e6#.
Im Dezember 2010 gewann sie das Fraueneinladungsturnier der London Chess Classic an Zwei gesetzt mit 8 Punkten aus 9 Partien und 2 Punkten Vorsprung.
Im Februar 2015 liegt sie auf dem zwölften Platz der niederländischen Elo-Rangliste der Frauen. Seit April 2008 trägt sie den Titel Internationaler Meister der Frauen (WIM). Die Normen hierfür erzielte sie schon bei der niederländischen Einzelmeisterschaft der Frauen 2004 in Leeuwarden, bei der sie hinter Peng Zhaoqin mit Petra Schuurman den geteilten zweiten Platz belegte, in der belgischen Mannschaftsmeisterschaft 2005/06 und beim 23. Open in Cappelle-la-Grande im März 2007. Sie überschritt jedoch erst im April 2008 die erforderliche Mindestelo von 2200.

## Nationalmannschaft
Mit der niederländischen Frauenmannschaft nahm van Weersel an den Schacholympiaden 2008, 2010 und 2012 und der Mannschaftseuropameisterschaft 2013 teil.

## Vereine
Mannschaftsschach spielte sie in den Niederlanden für D4 Oosterhout und inzwischen für Utrecht. Mit der Mannschaft aus Utrecht nahm sie auch am European Club Cup der Frauen 2007 teil. Sie spielt des Weiteren für Vereine in Belgien (den SC Boey Temse, mit dem sie in den Saisons 2004/05 und 2006/07 in der höchsten Spielklasse spielte), der britischen 4NCL (zuerst für die 3Cs Oldham, ab 2007/08 für die Slough Sharks, ab 2010/11 für Cheddleton und in der Saison 2012/13 für Jutes of Kent) und Katalonien (für Banyoles Girona). In Deutschland war sie in der Saison 2009/10 für den Hamburger SK in der Frauenbundesliga gemeldet, kam aber nicht zum Einsatz. In den Saisons 2014/15 und 2015/16 spielte sie beim SK Schwäbisch Hall in der Frauenbundesliga.